# Terebra tricolor
Terebra tricolor é uma espécie de gastrópode do gênero Terebra, pertencente a família Terebridae.